# 武忠額
武忠額（穆麟德轉寫：ujungge，1775年—1847年），佟佳氏，满洲正白旗人。清朝政治人物。

## 生平
嘉庆十三年（1808年）三甲同进士出身。曾任国子监助教，兵部主事，刑部员外郎，国子监祭酒，内阁学士，礼部侍郎，盛京刑部侍郎，兵部右侍郎，领侍卫内大臣，察哈尔、热河都统，乌里雅苏台将军，左都御史，理藩院尚书等职。
子鍾祥。